# ستيفاني غلاسر
ستيفاني غلاسر (بالإنجليزية: Stephanie Glaser)‏ (و. 1920 – 2011 م) هي ممثلة، وممثلة مسرحية، وممثلة أفلام من سويسرا . ولدت في نوشاتيل.
توفيت عن عمر يناهز 91 عاماً.

## روابط خارجية
- ستيفاني غلاسر على موقع IMDb (الإنجليزية)
- ستيفاني غلاسر على موقع ألو سيني (الفرنسية)
- ستيفاني غلاسر على موقع ميوزك برينز (الإنجليزية)
- ستيفاني غلاسر على موقع أول موفي (الإنجليزية)
- ستيفاني غلاسر على موقع قاعدة بيانات الفيلم (الإنجليزية)
- ستيفاني غلاسر على موقع كينوبويسك (الروسية)